# 사단 (철학)
사단(四端) 유학(儒學)에서 인간의 본성(이성, 덕)을 가리키는 말이다. 맹자는 인간이 본래부터 선한 마음을 가지고 있다고 주장하는 성선설을 내세우며 이것을 사단(선을 싹틔우는 4개의 단서, 실마리)인 측은지심(惻隱之心) · 수오지심(羞惡之心) · 사양지심(辭讓之心) · 시비지심(是非之心)으로 나누었다. 
사단은 각각 인(仁) · 의(義) · 예(禮) · 지(智)의 사덕으로 발전한다.
- 측은지심(惻隱之心) : 어려움에 처한 사람을 애처롭게 여기는 마음을 뜻한다.
- 수오지심(羞惡之心) : 의롭지 못함을 부끄러워 하고, 착하지 못함을 미워하는 마음을 뜻한다.
- 사양지심(辭讓之心) : 겸손하여 남에게 사양할 줄 아는 마음을 뜻한다.
- 시비지심(是非之心) : 옳고 그름을 판단할 줄 아는 마음을 뜻한다.

## 유래
이토 도가이(伊藤東涯)가 1718년경에 쓴 『고금학변』(古今學變)을 보면, 공자의 경우에는 '인, 의, 예, 지'를 이야기하지 않고 '인(仁)'만 언급했다. 맹자는 논쟁을 좋아했기 때문에 순자나 묵자에 대항하기 위해 '인의(仁義)'를 이야기하기 시작했다. 순자에 대해 성선설을 제시한 것도 논쟁에서 생겨난 설이고, 묵자를 해치우려면 '인'만으로는 안 되어서 '인의'를 이야기하게 되었다는 것이다. 묵자의 '겸애(兼愛)' 사상은 보편애 일변도라서 맹자는 '의'라는 것을 하나 더 언급하여 차별애의 측면을 강조함으로써 그에 반대했다는 것이다. 맹자가 사단을 설명할 때, 예컨대 "측은지심은 인(仁)의 단(端)이다"라고 말했기 때문에 다른 세 가지도 갖추지 않으면 안 되어서 '인'이 '인의'에서 '인의예지'로 맞춰진 것이라는 것이다. 한대에는 이에 '신(信)'이 추가되어 사덕에서 '오상(五常)' 즉 사람이 지켜야 할 다섯가지의 떳떳한 도리로 확장된다. 그래서 오규 소라이는 맹자가 논쟁을 위해서 성인(聖人)의 도(道)를 상대화시켜 버리는 결과를 낳았다면서 유학에 있어 맹자부터는 인정하지 않는 태도를 보였다. 공자의 '인'에서부터 '인의'가 되고, '인의예지'가 되고 다시 '인의예지신'이 되자 오륜오상이나 음양오행이라는 개념이 마치 처음부터 유교철학이었던 것처럼 여겨지게 되었고, 그것은 사실과 다르다는 것이다.